# Manihot salicifolia
Manihot salicifolia är en törelväxtart som beskrevs av Johann Baptist Emanuel Pohl. Manihot salicifolia ingår i släktet Manihot och familjen törelväxter. Inga underarter finns listade i Catalogue of Life.

## Bildgalleri

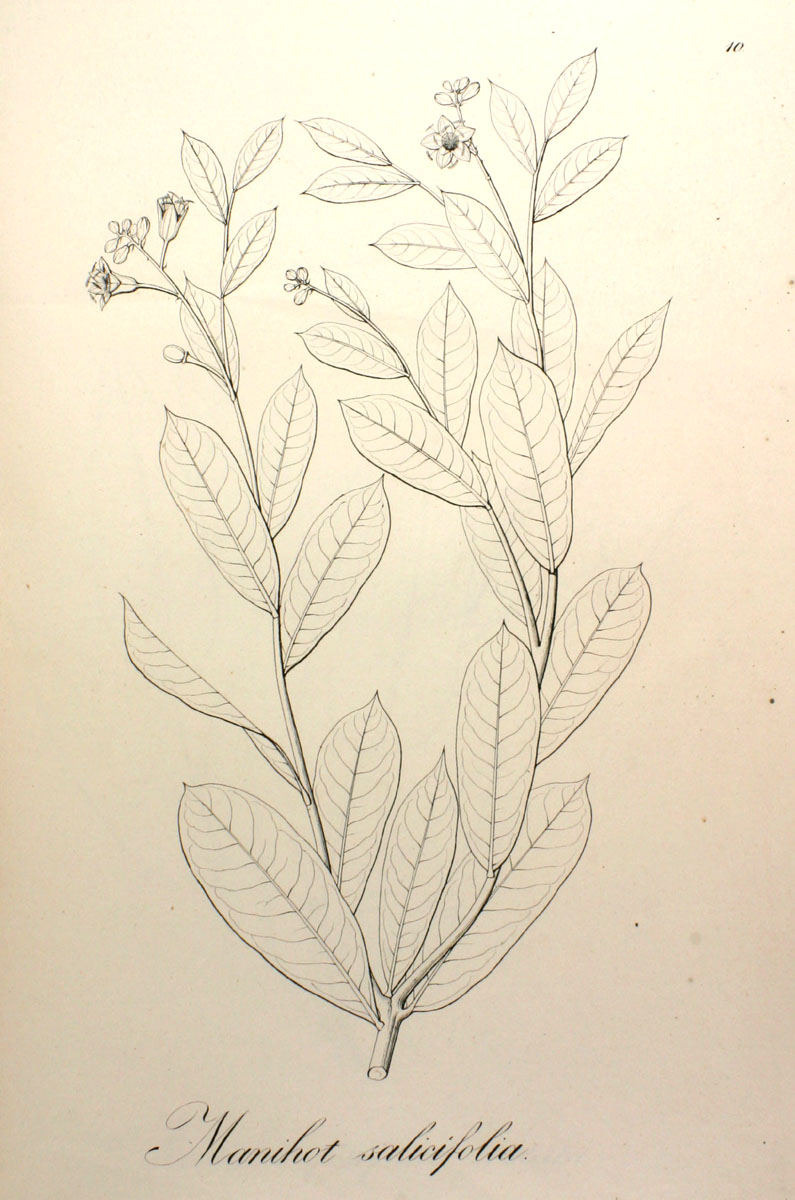
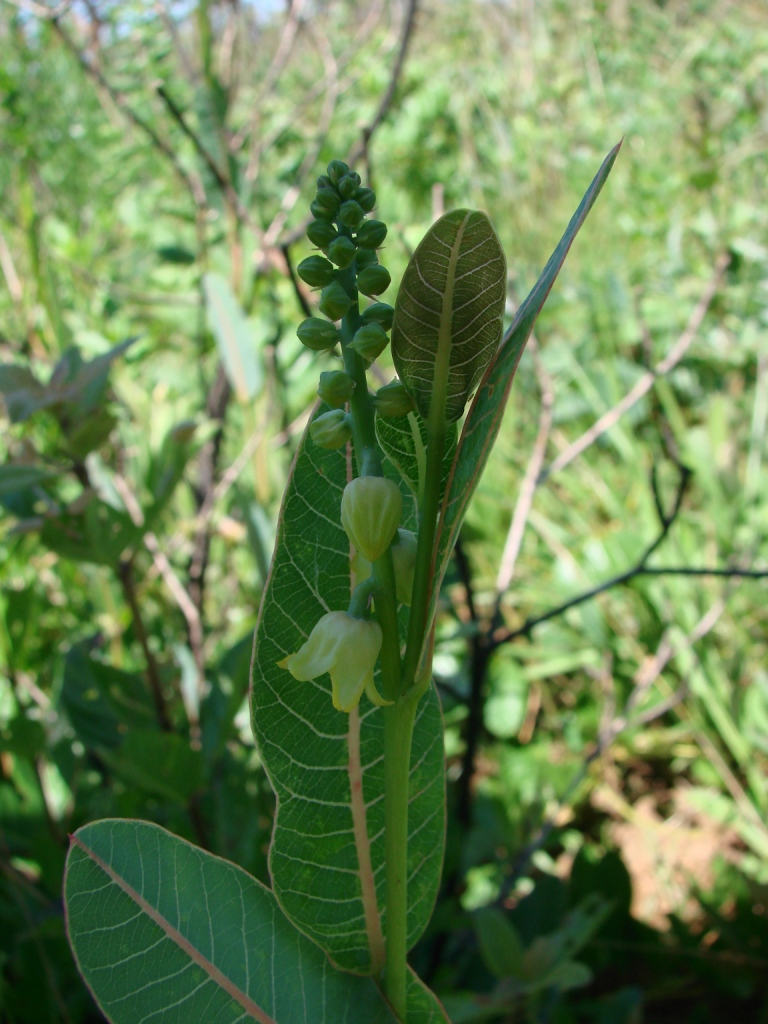
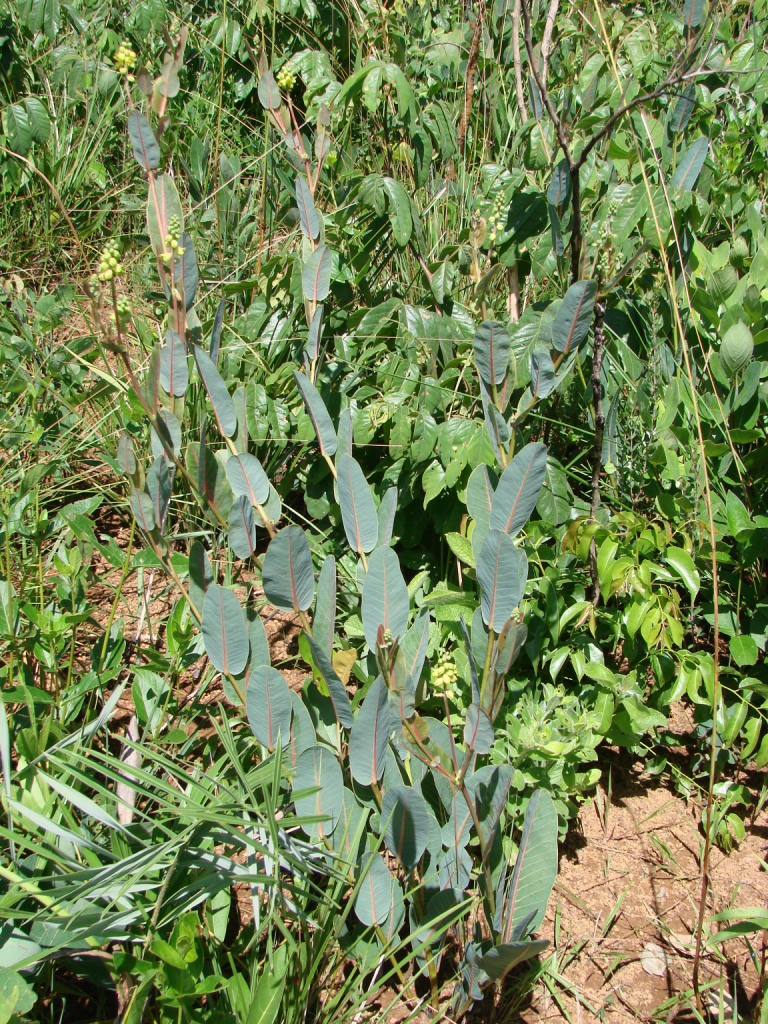
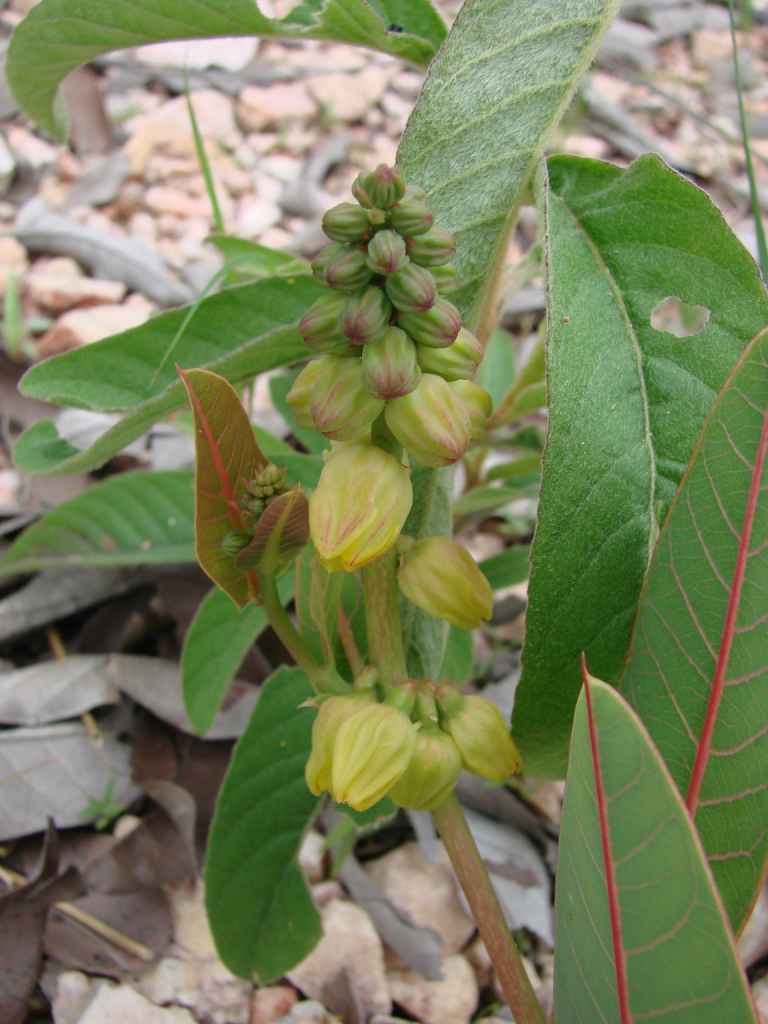